# Jules Delelis
Pour les articles homonymes, voir Delelis.
Jules Delelis, né le 3 juin 1827 à Fouquières-lès-Béthune (Pas-de-Calais) et mort le 21 octobre 1886 à Paris 7e, est un homme politique français.

## Biographie
Propriétaire agriculteur, il est président de la société d'agriculture de Dunkerque en 1880. Il est conseiller municipal en 1855 puis maire de Dunkerque de 1865 à 1870. Il est élu, le 4 octobre 1885, lors des  élections législatives dans le Nord (secteur de Dunkerque) le 20e et dernier de la liste conservatrice, par 161 099 voix sur 292 696 votants et 348 224 inscrits. 
Il prend place à droite et meurt pendant la session.

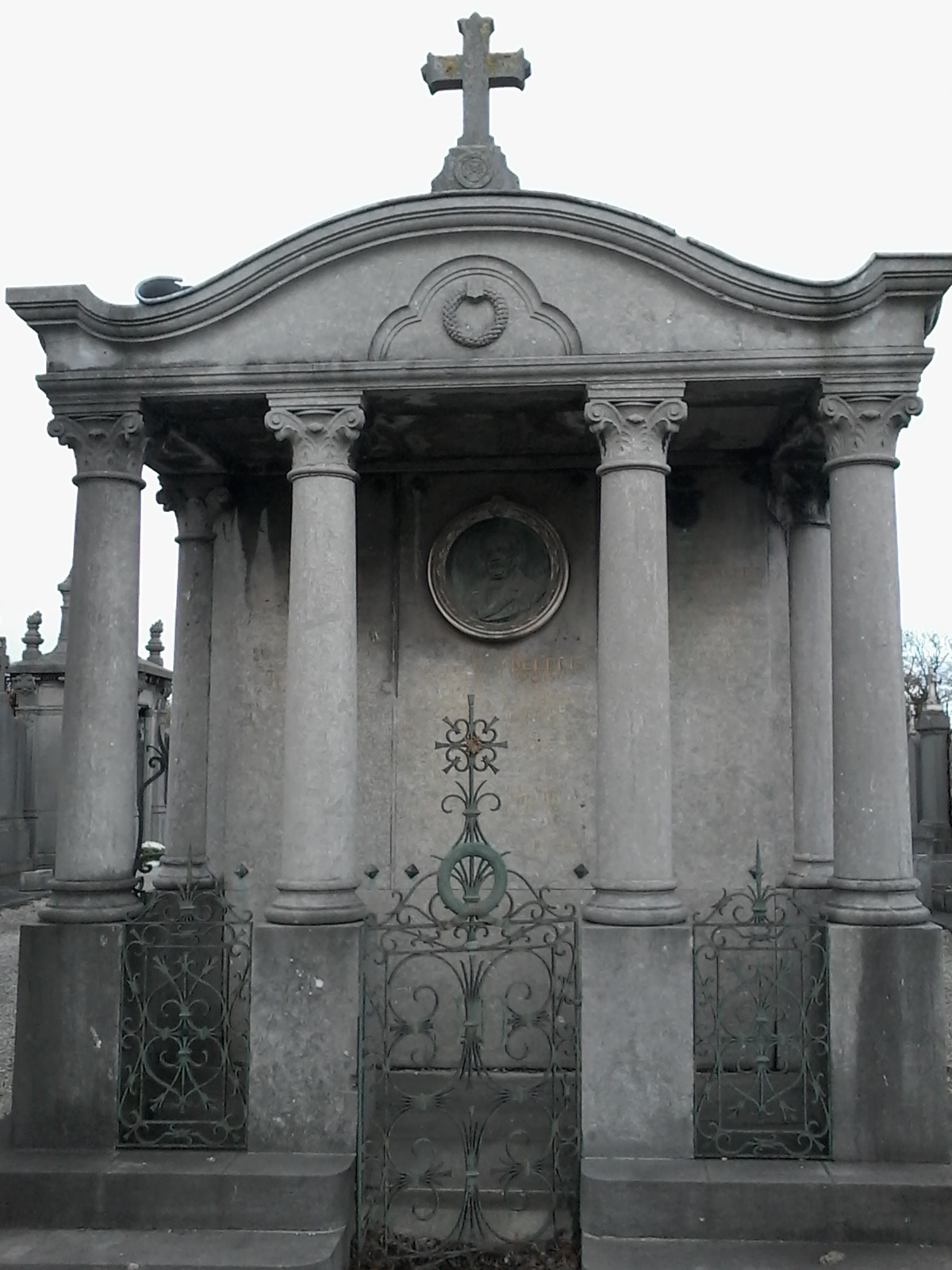
Tombe de Jules Delelis au Cimetière de Dunkerque

## Distinctions
- Chevalier de la Légion d'honneur par décret du 1er septembre 1867[4].